# اعتدالین خدایان (کراولی)
اعتدالین خدایان (به انگلیسی: The Equinox of the Gods) (شابک ۱-۵۶۱۸۴-۰۲۸-۹) کتابیست که نخستین بار در ۱۹۳۶ میلادی منتشر شد و شرح وقایع و موجباتی است که منجر به نگارش کتاب شریعت، متن اصلی تلما شد، می‌باشد.
از محتویات اعتدالین خدایان می‌توان به رونوشتی از نسخهٔ خطی کتاب شریعت از کراولی، دفتر خاطرات شخصی و یک هم آوری از لوح افشا اشاره کرد.